# Phlogacanthus brevis
Phlogacanthus brevis är en akantusväxtart som beskrevs av C. B. Cl.. Phlogacanthus brevis ingår i släktet Phlogacanthus och familjen akantusväxter. Inga underarter finns listade i Catalogue of Life.